# Yamaha XS
La sigla XS caratterizza alcune serie di motocicli prodotti dalla casa giapponese Yamaha.
A partire dalla fine degli anni sessanta la sigla "XS" contraddistingue buona parte della produzione Yamaha della gamma turismo-custom con motore a 4 tempi, senza ulteriori caratteristiche tecniche comuni.
Il primo modello a portare la sigla è stata la bicilindrica Yamaha XS 650 presentata in veste definitiva al Salone di Tokyo, il 24 ottobre 1969, ed entrata in produzione nello stesso mese, che segnò il debutto dell'azienda di Iwata nella costruzione di motori del tipo a ciclo Otto quattro tempi. La sigla "XS" è poi comparsa su molti altri modelli e versioni con motori variamente frazionati e di diversa architettura e cilindrata, dotati di trasmissioni finali a catena, cardano o cinghia e distribuzioni monoalbero e bialbero, con 2 o 4 valvole per cilindro.
Dopo anni d'oblio, la sigla "XS" è stata rispolverata per il lancio del prototipo "XS-V1", presentato al salone di Tokyo del 2008 che nelle intenzioni della casa dovrebbe ricalcare la tipologia della "XS primigenia".

## Principali modelli Yamaha XS
- Yamaha XS 250
- Yamaha XS 360
- Yamaha XS 400
- Yamaha XS 500
- Yamaha XS 650
- Yamaha XS 750
- Yamaha XS 850
- Yamaha XS 1100